# Беркида
Беркида (итал. Berchidda) је насеље у Италији у округу Сасари, региону Сардинија.
Према процени из 2011. у насељу је живело 2754 становника. Насеље се налази на надморској висини од 276 м.

## Становништво
| 1931. | 1936. | 1951. | 1961. | 1971. | 1981. | 1991. | 2001. | 2011. |
| ----- | ----- | ----- | ----- | ----- | ----- | ----- | ----- | ----- |
| 2.923 | 3.018 | 3.428 | 3.576 | 3.261 | 3.374 | 3.353 | 3.177 | 2.897 |